# Jules de Clérambault
Jules de Clérambault (* 1660; † 17. August 1714 in Paris) war ein französischer römisch-katholischer Geistlicher, Kommendatarabt und Mitglied der Académie française.

## Leben und Werk
Jules de Clérambault war der Sohn des Marschalls Philippe de Clérambault (1606–1665) und der Neffe des Bischofs von Poitiers, Gilbert de Clérembault (1611–1680). Er wurde zum Priester geweiht und Kommendatarabt der Abtei Saint-Savin-sur-Gartempe, ab 1695 der Abtei Saint-Taurin in Évreux. Ebenfalls 1695 wurde er in die Académie française (Sitz Nr. 24) gewählt. Von ihm sind nur Akademiereden bekannt. In der Rede  von Toussaint Rose zu seiner Begrüßung werden keine Schriften genannt, sondern vor allem das Verdienst unterstrichen, einer vom König geschätzten Familie anzugehören.